# 조재미
조재미(趙在美, 1917년 12월 17일  ~ 2008년 9월 8일)는 대한민국의 군인이다. 한국 전쟁에 참전하였으며 육군 준장으로 예편하였다.

## 생애
1917년 12월 17일 전북 고창에서 출생하였다. 1947년 8월 조선국방경비사관학교 제2기생으로 입교한 후 소위로 임관하였다. 1948년 10월 대위로 14연대 반란군 토벌전에 참전하였다.
1950년 6월 25일 전쟁이 시작될 당시 육군 소령으로 전남 광주의 제5사단 제15연대 부연대장이었던 그는 육군본부의 긴급출동명령에 따라 상경하여 연대장 최영희 대령과 함께 문산지구에서 적의 남진을 저지하고 있던 제1사단에 합류함으로써 전쟁에 참여하게 되었다. 제1사단 제15연대 제1대대장을 맡아 낙동강 방어전투에 참전하였고, 이후 제15연대장으로 임명되어 평양 전투 등 국군의 진격전에서 공을 세웠다. 특히 그가 지휘한 제1사단 제15연대가 선봉으로 평양에 입성하여 제1사단 전원이 1계급씩 특별 진급하였는데, 중령이었던 조재미도 여기서 대령으로 진급한다.
1950년 겨울 운산-영변 전투에서 중공군과 교전하고 철수전에 나선다. 1951년 1월에 경북 문경에서 제2사단 제32연대장으로 임명되어 병력 재편성과 안동지구 공비토벌에 힘썼다. 이후 중부전선 일대에서 공산군과의 공방전에서 싸웠다.
휴전체제에 돌입하게 되어 1953년 10월에 제2사단 부사단장으로 임명되었으며, 약 2년 여의 근무를 마친 후 육군본부로 전보되어 1955년 2월부터 1957년 8월까지 수송감과 항공감을 차례로 역임하였다. 이어서 제1군 행정참모부장을 거쳐 1958년 6월 제15사단장으로 임명되어 일선 사단의 지휘관으로 활동하였다. 제15사단장 재임 당시 4.19혁명이 일어나 서울지역 위수 계엄사령관을 맡았다.

1961년 6월 육군본부 민사군정국장을 지냈다. 1963년 7월 1일 육군 준장으로 예편하였다.
2008년 9월 8일 별세하였으며, 국립대전현충원 장군묘역에 안장되었다.

## 상훈
태극무공훈장, 을지무공훈장 2회, 충무무공훈장 2회, 보국훈장 천수장을 수상하였다.

## 약력
- 1917년 12월 전북 고창 출생
- 1947년 12월 국방경비사관학교 졸업 및 육군소위 임관
- 1950년 10월 제1사단 15연대장
- 1951년 1월 제2사단 32연대장
- 1953년 10월 제2사단 부사단장
- 1955년 2월 육군본부 수송감
- 1956년 3월 육군본부 항공감
- 1957년 8월 제1군 행정참모부장
- 1958년 6월 제15사단장
- 1961년 6월 육군본부 민사국정군장
- 1963년 7월 예편

## 참고 자료
- 전쟁기념관-조재미[깨진 링크(과거 내용 찾기)]